# Epiderm
Epiderm ali epidermida (ponekod tudi povrhnjica in epidermis) je zunanje primarno krovno tkivo rastlin, ki prekriva rastlinske organe (liste, steblo, poganjke, cvetove itd.) in jih tako omejuje od okolja. Na epiderm vplivajo mnogi zunanji dejavniki, ki so tako abiotski kot tudi biotski. Krovna tkiva rastlin so se razvila ob prehodu rastlin na kopno, saj je glavni omejujoč dejavnik postala količina vode, ki v vodnih habitatih ni bila v pomanjkanju.
Rastlinska povrhnjica opravlja številne funkcije, med pomembnejše zagotovo spadajo zaščita pred izgubo vode, regulacija izmenjave plinov (predvsem ogljikovega dioksida in kisika), izločanje presnovnih snovi, zaščita pred vplivi vetra in absorpcija vode ter mineralnih snovi (slednje predvsem v koreninah). Brez učinkovitega delovanja krovnega tkiva ne bi bilo mogoče izvajanje fotosinteze, saj ta za potek biokemijskih reakcij potrebuje reden dotok svetlobe (ki jo epiderm zaradi prosojnosti prepušča) in pline (ki so v rastlino prav tako dovedeni skozi epiderm).
Zunanjo krovno tkivo korenin imenujemo tudi rizoderm, ker opravlja nekoliko drugačne vloge in ga obdaja prst, ne pa zrak. Povrhnjica nadzemnih delov rastline (epiderm) se razvije iz skrajne plasti – tunike v apikalnem meristemu (rastnem vršičku) poganjka. Nasprotno rizoderm izvira iz drugega meristematskega tkiva, protoderma.
Navadno se epiderm zgornje in spodnje strani rastlinskega lista med seboj morfološko nekoliko razlikuje in zato opravlja drugačno nalogo. Pri lesnih rastlinah se pojavlja posebni tip sekundarnega zunanjega krovnega tkiva, ki nastane šele kasneje v ontogenetskem razvoju rastline in se imenuje periderm. Zanj je značilno, da sestoji iz treh plasti (felema, feloderma in felogena) ter je veliko debelejši.

## Opis
Epiderm je najbolj zunanja plast celic, ki gradi primarno rastlinsko telo (pri sekundarnem namreč epiderm nadomesti periderm). Nekoč so epiderm uvrščali med osnovna (parenhimatska) tkiva, ker naj bi bile epidermalne celice zgolj specializirane parenhimatske celice. Danes je v navadi, da se epiderm obravnava med krovnimi tkivi in sicer kot primarno zunanje krovno tkivo, ker se razvije zgodaj v ontogenetskem razvoju rastlinskega osebka. Epiderm je bistveni gradnik krovnega tkiva listov, poganjkov, cvetov, sadežev, semen in korenin (pri čemer koreninsko povrhnjico pogosto označujemo s svojim terminom – rizoderm).
Epiderm je navadno prosojen, ker v epidermalnih celicah ni kloroplastov ali so ti prisotni v manjšem številu in je zato obarvanost manj intenzivna. Med plastidi se v epidermu nahajajo predvsem levkoplasti.
Celice epiderma so precej raznolike, saj lahko imajo svojo lastno zgradbo in opravljajo različne funkcije. Večina rastlin ima povrhnjico, ki je široka le eno plast celic. Pri nekaterih, na primer vrsti fikusa Ficus elastica in poprovkah (rod Peperomia), ima epiderm več plasti. Epidermalne celice se med seboj tesno združujejo in tako zagotavljajo mehansko stabilnost rastline, obenem onemogočajo ali otežujejo vstop in izstop snovi, oviro pa predstavljajo tudi sporam gliv in patogenim mikroorganizmom. Velja, da med epidermalnimi celicami ni medceličnih prostorov. Za epiderm je značilna nagubanost, ki povečuje sprejemno površino in ustvarja mehansko trdnost. V primerjavi z drugimi rastlinskimi celicami imajo epidermalne celice razmeroma dolgo življenjsko dobo.
Zgornje celične stene epidermalnih celic so nekoliko debelejše, ker predstavljajo glavno mejo med rastlino in zunanjimi dejavniki. Pogosto se nad epidermom nahaja še ena plast, ki pa je neživa, ker jo gradijo lipidni in voskasti izločki epidermalnih celic. Ta plast se imenuje kutikula, ker sestoji v glavnem iz kutina. Namenjena je zaščiti pred izhajanjem vode, prekomernimi sončnimi žarki in vplivi vetra. Kutikularne voskaste komponente dajejo nekaterim rastlinam modrikasto ali bledo belo barvo. Pri določenih vrstah je spodnja listna kutikula tanjša od zgornje, ker na zgornjo listno ploskev pada več sončnih žarkov in je posledično izguba vode na tem mestu večja. Velja, da se kutikula pojavlja zgolj pri organih, ki so pokriti z epidermom (torej je odsotna pri koreninah, kjer tudi ni potrebna).

## Naloge epiderma
Glavna naloga zunanjega primarnega krovnega tkiva rastlin je regulacija vode, ki predstavlja omejujoč dejavnik, ker zrak navadno ni dovolj vlažen, da bi opazno zmanjšal transpiracijo iz listnih rež. Nadziranje pretoka vode je še posebej pomembno pri epidermu, saj se rizoderm nahaja v prsti in kot zunanje tkivo korenin služi sprejemu vode, pri čemer je nujna zadostna prepustnost. V nekaterih izrazito vlažnih habitatih je vloga dveh tipov povrhnjice drugačna, saj so listi (ali zgolj listne baze) namenjeni absorpciji vode (ki se lahko nabira tudi v posebnih bazenih, izoblikovanih iz listov), korenine epifitov pa so v prvi vrsti oprijemalni organi.
Prosojnost epidermalnih celic je ključni dejavnik, ki omogoča nemoteno prehajanje svetlobnih žarkov vse do fotosintetskega parenhima, kjer se odvija fotosinteza. Predvideva se, da k lažjemu prehajanju in usmerjanju svetlobe pripomore tudi plankonveksna oblika celic epiderma, ki na tak način oponašajo lečo.
Določene valovne dolžine svetlobe so za rastline škodljive ali nepotrebne, saj se pri fotosintezi uporablja zgolj vidna svetloba. Problematični sta predvsem infrardeča svetloba, ki povzroča pregrevanje rastlinskih organov in s tem hitrejšo izgubo vode, ter ultravijolična svetloba, ki je znan mutagen, ker zvišuje možnost za nastanek raznolikih poškodb molekule DNK, membran in drugih makromolekul. Tema dvema sevanjema so najbolj izpostavljene rastline gorskih območij, puščav, izpostavljenih gozdnih jas in podobnih predelov. Rastline se nevarnim valovnim dolžinam svetlobe izogibajo z različnimi prilagoditvami, ki onemogočijo vstop.
Tudi biotski dejavniki lahko na rastline delujejo negativno, denimo kot objedanje rastlinojedih živali, vdor patogenih mikrobov, glivnih spor, virusov, glist, pa tudi z napadom različnih zajedavskih rastlinskih vrst. Prav zato je epiderm okrepljen, zaščiten pred grizenjem (s trni, bodicami, trihomi), onemogoča pritrjanje žuželčjih jajčec in vsebuje strupene ali grenke (na primer čreslovine) snovi, ki odvračajo rastlinojede.
Epiderm cveta sodeluje pri razmnoževanju, saj vsebuje različne receptorske molekule, ki služijo prepoznavanju pelodnega zrna na površini brazde pestiča. Pri žužkocvetkah cvetni listi s svojimi pigmenti, ki se nahajajo znotraj kromoplastov in vakuol, ter izločanjem nektarja privabljajo živalske opraševalce.

## Epidermalne tvorbe
V epidermalnem tkivu najdemo več različnih celičnih diferenciacij: denimo epidermalne celice, listne reže (celice zapiralke in spremljevalne celice), trihome (tudi laske), emergence, nektarialne žleze in druge. Najpogostejše so epidermalne celice, ki jih prepoznamo po njihovi velikosti in uniformnosti (so namreč najmanj diferencirane). Pri enokaličnicah so epidermalne celice nekoliko daljše in ožje kot tiste v krovnih tkivih dvokaličnic. Značilne epidermalne tvorbe so tudi trihomi ali laski, ki jih vsaj na začetku sestavlja ena celica epiderma in so navadno kratkoživi. Bolj pogosti so laski na koreninah (koreninski laski), s katerimi rastline povečujejo svojo absorpcijsko površino za srkanje vode in mineralnih snovi. Pri rastlinah, ki doživijo sekundarno debelitev, se epiderm odlušči, ker ga zamenja debelejši sloj periderma, ki nastane kot posledica delovanja plutnega kambija (tudi felogena).
Med celicami epiderma se pojavljajo nekatere neobičajne, ki v svoji notranjosti vsebujejo kristale kalcijevega karbonata, in jih zato imenujemo litociste ali kamene celice. Predvideva se, da je vloga teh celic v večji meri založna. Pri nastajanju kristalov kalcijevega karbonata sodeluje celična stena, ki se izviha v notranjost in tako predstavlja površino, na katero se začne nalagati karbonat. Nastalo strukturo, ki jo okrepijo tudi pektini in kremen, imenujemo cistolit.

### Listne reže
Glavni članek: Listna reža
Najbolj poznane tvorbe epiderma so gotovo listne reže, ki skrbijo za sprejem in izpust zraka (ogljikovega dioksida ter kisika) in nadzorujejo izgubo vode s pomočjo procesa, imenovanega transpiracija. Četudi poznamo več različnih tipov listnih rež, je vsem skupna osnovna zgradba; odprtino oblikujeta dve celici zapiralki, prostor med njima poimenujemo porus. Celoten kompleks nosi ime stomatalni aparat. Bistvena značilnost celic zapiralk je neenakomerna odebelitev celične stene, saj na njej temelji mehanizem delovanja, obenem celice zapiralke prepoznamo po prisotnosti kloroplastov, ki prav tako igrajo pomembno vlogo.
Običajno so reže odprte podnevi, a je to odvisno od vremena, vlažnosti, toplote in tipa fotosinteze, ki ga izvaja posamezna rastlina. Pri pretirani vročini in premajhni vlažnosti so listne reže vselej zaprte, ker tako preprečijo preveliko izgubo vode. Hkrati je zaradi tega onemogočeno sprejemanje zraka in pogosto ustavljena fotosinteza.
Mehanizem delovanja listnih rež je zapleten in se v glavnem zanaša na proces fotosinteze in črpanje ionov. Sončna svetloba v kloroplastih celic zapiralk sproži potek fotosintetskih reakcij, ki porabljajo ogljikov dioksid in hkrati z zmanjšano koncentracijo ogljikovega dioksida povečajo pH strome (tekočino znotraj kloroplastov) ter citosola. Zaradi zvišanega pH-ja se aktivirajo encimi, ki sprožijo razkroj škroba v glukozne monomere, kar zviša koncentracijo glukoze in rezultira v hipertonično raztopino. Voda in topljenci delujejo po principu osmoze (voda difuzno potuje v smeri večje koncentracije topljenca), zato voda začne prehajati v celice zapiralke, ki imajo povečano koncentracijo topljenca (in hkrati manjšo koncentracijo proste vode) in so torej v primerjavi s hipotoničnimi okoliškimi celicami hipertonične. Pritok vode zviša turgorski tlak in odprtina med dvema zapiralkama, porus, se razširi, kar poimenujemo odprtje listnih rež.
Drug način odprtja prav tako temelji na zvišanju osmotskega pritiska in posledičnemu prehajanju vode v celice. Rastline lahko listne reže odprejo tudi s pomočjo molekul adenozina trifosfata, ki nastaja v procesu fotosinteze, sprožene zaradi svetlobnih žarkov. Povišana koncentracija ATP-ja namreč pospeši sprejem ionov kalija in njihova koncentracija zato naraste, kar ponovno poveča osmotski pritisk in aktivira sprejem vode, ki povzroči zvišan turgor in odprtje porusa.
Na mehanizem delovanja vplivajo tudi toplota, vlaga, intenziteta svetlobe, svetlobni spekter, različni fitohormoni (rastlinski hormoni) in podobno.

### Trihomi
Poznani so tudi kot laski. Gre za tipične epidermalne tvorbe, ki pa običajno sestojijo zgolj iz ene celice, četudi poznamo nekaj primerov, kjer se celica laska večkrat deli in postane večcelična struktura. Trihomi so nehomologne strukture, saj so se razvili večkrat v evolucijski zgodovini rastlin.
Pogosto so trihomi nitaste oblike različnih dolžin (denimo vlakna bombaža, ki rastejo iz bombaževca, Gossypium herbaceum), lahko so žgalni (na primer pri koprivi, kjer se človeku vname koža, ker z dotikom prelomi glavico laska, od koder se nato izlijejo metanojska kislina, histamin in nekatere druge spojine, ki delujejo vnetno). Pri mnogoceličnih trihomih se pojavljajo različne oblike, lahko so enostavni (denimo pri planiki), razrasli (pri lučniku), tvorijo pa tudi posebne strukture.
Svojstven tip so žlezni trihomi, ki izločajo različne snovi (najpogosteje so to razna eterična olja ali prebavni encimi pri mesojedih rastlinah). Eterična olja izločajo trihomi materine dušice (Thymus), mrtve koprive (Lamium), mete (Mentha) in drugih. V prehrambni industriji (pivovarstvu) igrajo ključno vlogo žlezni trihomi hmelja (Humulus lupulus), ki med drugih izločajo čreslovine grenkega okusa. Izloček je sestavljen iz 1 do 3 % eteričnih olj in 80 % različnih smol (ki so večinsko grenke hmeljne kisline ali acilfloroglucidi).
Bolj poznani trihomi so solne žleze, ki jih imajo rastline, rastoče v okoljih z visoko koncentracijo soli (na morskih obalah, v slanih puščavah itd.). Pri tovrstnih rastlinah je pomembno, da se izognejo prevelikim koncentracijam soli v notranjosti svojih tkiv, ker bi to lahko imelo škodljive posledice za rastlinske celice. Določeno količino soli nazaj v okolico črpajo korenine, večino dela pa prevzamejo solne žleze, ki so posebej prilagojene za to nalogo, saj z aktivnim transportom izločajo ione soli. Solne žleze so navadno večcelične in bolj zapletene strukture, četudi imajo nekatere rastlinske vrste enostavne enocelične solne trihome, ki v svojih vakuolah zbirajo sol. Večcelične posedujejo dva celična tipa, zbiralnega in sekretornega.

### Nektarialne žleze
Glavni članek: Nektar
Nektarialne žleze, tudi medovniki in nektarne žleze, so posebni tip žlez, ki izločajo sladek sekret, imenovan nektar. Ta sladek sok nastaja v citoplazmi žleznih celic in v glavnem vsebuje od 60 do 85% vode, ogljikove hidrate (predvsem glukozo, fruktozo, saharozo), beljakovine, aminokisline, organske kisline, fosforjeve spojine, različne dišavne spojine, katione (K+, Na+, Ca2+, Mg2+), več vitaminov B kompleksa, vitamin C, številne encime, nikotinsko kislino in folno kislino. Sestava nektarja lahko variira od posamezne rastlinske vrste do druge, saj jih obiskujejo različni opraševalci, ki imajo svoje potrebe in preference.
Nekatere nektarialne žleze so visoko organizirane, saj se pri njih nektar izloča skozi posebej izoblikovane odprtine (recimo pri mlečku vrste Euphorbia splendens). Druge ga izločajo kar skozi ozke in tanke kanale v kutinizirani celični steni nektarialnih celic. Nektarialne žleze se navadno nahajajo na področju cvetov, poznanih pa je nekaj vrst, kjer so nektariji tudi na drugih rastlinskih organih (denimo listnih pecljih pri rodovih Acacia in Prunus, v kotih med listnimi žilami pri cigarovcu, Catalpa in prilistih pri vrstah rodu grašica, Vicia). Medovniki, ki se nahajajo v cvetovih, prav tako variirajo v svoji razporeditvi; lahko ležijo na večnih ali čašnih listih (pogosto so nameščeni na začetnih delih listov, ki so najbolj skriti v notranjosti cveta), na spodnjem koncu prašnične niti prašnikov ali ob vznožju pestiča. Medovnike, ki se nahajajo v cvetovih, imenujemo cvetni medovniki, za tiste zunaj cveta pa uporabljamo izraz izvencvetni.
Velja, da so žlezne celice večje in imajo relativno veliko citoplazme ter nekoliko povečano celično jedro.

### Emergence
Če pri nastanku trihomov (laskov) sodeluje le ena epidermalna celica, pa k nastanku emergenc, ki so prav tako epidermalne tvorbe, pripomorejo tudi subepidermalne celice; to so parenhimatske celice, ki se nahajajo pod epidermom.
Primeri emergenc so denimo bodice (pri malinjaku, šipku, kosmulji, plodovih divjih kostanjev), ki so lahko namenjene oprijemanju ali zaščiti pred rastlinojedimi živalmi, žlezaste emergence v obliki lovk pri nekaterih mesojedih rastlinah (na primer pri rosiki, Drosera) in spodnji del žleznih trihomov pri koprivi (Urtica). Med bolj znane tvorbe, ki jih prav tako uvrščamo med emergence epiderma, sodijo tudi notranje (znotraj plodnice) sočne emergence plodov različnih vrst citrusov (Citrus), ki jih sestavljajo obsežno vakuolizirane celice in se zato uporabljajo kot eno izmed bolj priljubljenih tipov sadja.